# Capella de Santo António (Budens)
La Capella de Santo António (Budens) és un edifici religiós del municipi de Vila do Bispo, al districte de Faro, a Portugal.
Situada junt a la localitat de Budens, al municipi de Vila do Bispo, fou construïda als segles XVI o XVII, en estil àrab. L'altar, parcialment folrat amb taulells del segle xviii, conté una imatge de fusta de sant Antoni, de la mateixa data, i de talla daurada.